# Distretto di Pazar (Rize)
Il distretto di Pazar (in turco Pazar ilçesi) è uno dei distretti della provincia di Rize, in Turchia.